# Synclera
Synclera» és un gènere d'arnes de la família Crambidae descrit per Julius Lederer el 1863.

## Taxonomia
- Synclera chlorophasma (Butler, 1878)
- Synclera danalis (Hampson, 1893)
- Synclera himachalensis Pajni & Rose, 1978  (Índia)
- Synclera jarbusalis (Walker, 1859)
- Synclera nigropenultimalis Kirti, 1993
- Synclera retractilinea (Hampson, 1917)
- Synclera rotundalis (Hampson, 1893)
- Synclera seychellensis J. C. Shaffer & Munroe, 2007 (Seychelles)
- Synclera stramineatis Kirti, 1993
- Synclera subtessellalis (Walker, 1865) (Congo i Índia)
- Synclera tenuivittalis Turati, 1934
- Synclera tibialis Moore, 1888
- Synclera traducalis (Zeller, 1852)
- Synclera univocalis (Walker, 1859) (Sud-àfrica, Índia i Myanmar)